# Adamstown (Maryland)
Adamstown es un lugar designado por el censo ubicado en el condado de Frederick en el estado estadounidense de Maryland. En el Censo de 2010 tenía una población de 2.372 habitantes y una densidad poblacional de 278,37 personas por km².

## Geografía
Adamstown se encuentra ubicado en las coordenadas 39°18′20″N 77°28′2″O / 39.30556, -77.46722. Según la Oficina del Censo de los Estados Unidos, Adamstown tiene una superficie total de 8.52 km², de la cual 8.52 km² corresponden a tierra firme y (0.03%) 0 km² es agua.

## Demografía
Según el censo de 2010, había 2.372 personas residiendo en Adamstown. La densidad de población era de 278,37 hab./km². De los 2.372 habitantes, Adamstown estaba compuesto por el 86.3% blancos, el 6.7% eran afroamericanos, el 0.04% eran amerindios, el 3.58% eran asiáticos, el 0% eran isleños del Pacífico, el 1.18% eran de otras razas y el 2.19% pertenecían a dos o más razas. Del total de la población el 5.61% eran hispanos o latinos de cualquier raza.